# Lotte Hellinga
Lotte Hellinga-Querido (Amsterdam, 1932) is een Nederlands boekhistorica die gespecialiseerd is in de vroege boekdrukkunst. Ze is een groot kenner van het werk van de Engelse drukker William Caxton.

## Leven en werk
Lotte Hellinga studeerde aan de Universiteit van Amsterdam, onder meer bij Wytze Hellinga, met wie ze in 1973 trouwde. Ze was wetenschappelijk medewerker aan de Universiteit van Amsterdam tussen 1967 en 1976, en secretaris-generaal van het Consortium of European research libraries (CERL) van 1992 tot 2002. Hellinga werkte als conservator in de  British Library. Sinds 1986 is ze corresponderend lid van de Koninklijke Nederlandse Academie van Wetenschappen. In 1990 werd ze gekozen tot fellow van de British Academy.

## Familie
Lotte Hellinga-Querido is een kleindochter van uitgever Emanuel Querido, oprichter van uitgeverij Querido.

## Publicaties (selectie)
- Lotte Hellinga: Incunabula in transit. People and trade. Leiden, Brill, 2018. ISBN 978-90-04-34035-0
- Lotte Hellinga: Texts in transit: From manuscript to proof and print in the fifteenth century. Brill, Leiden, 2014. ISBN 978 90 042 7716 8
- Lotte Hellinga: William Caxton and early printing in England. British Library, London, 2010. ISBN 978 0 7123 5088 4
- Lotte Hellinga: Printing in England in the fifteenth century: Duff's bibliography with supplementary descriptions &c. The Bibliographical Society, London, 2009. [Rev. repr.]
- Catalogue of books printed in the XVth century now in the British Library, Vol 11 ("England") 2007. ISBN 978-90-6194-379-2
- The Cambridge history of the book in Britain, (vol 3). Cambridge University Press, Cambridge, 1999. Vol. III: 1400-1557 / ed. by Lotte Hellinga and J.B. Trapp
- Lotte Hellinga: Analytical bibliography and the study of early printed books, Gutenberg-Jahrbuch 1989.
- Lotte Hellinga-Querido: Methode en praktijk bij het zetten van boeken in de vijftiende eeuw. Proefschrift Universiteit van Amsterdam, 1974
- Wytze and Lotte Hellinga: The fifteenth-century printing types of the Low Countries, 1966. (2 vols.). After: Monuments typographiques des Pays-Bas au quinzième siècle / J.W. Holtrop